# 旅德华侨抗日联合会
旅德华侨抗日救国联合会是1936年3月2日在中国共产党的领导与支持下成立于德国柏林的旅德学生华侨抗日救国团体。

## 历史
1936年3月2日，时任“旅德华侨反帝同盟”书记的江隆基在中国共产党语言组的支持下，将几个抗日救亡团体联合组成旅德华侨抗日救国联合会。

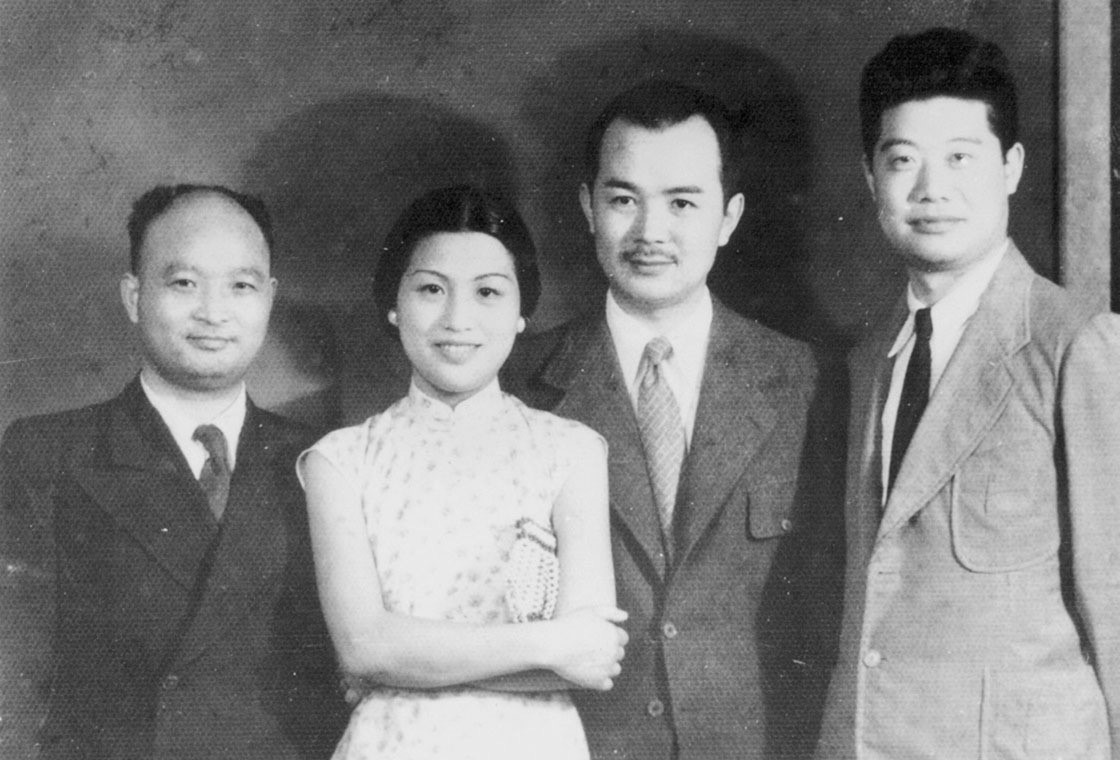
1936年（左起）连瑞琦、郭秀仪、黄琪翔、谢树英在柏林的合影

参与合并的组织与人员包括：“旅德华侨反帝同盟”：江隆基、胡若愚、张铁生、朱江户、乔冠华、许德瑗等；“华北救亡会”：温朋久、张德馨、刘文华、羡书剡、孙继中、秦丰川等；“蹶起社”：温康兰、赵一肩、张炎、梁节曾等；“中国国民党临时行动委员会”(第三党)：黄琪翔、连瑞琦、王深林等；无党派：王季陶、朱木美、郭兆麟等。:83黄琪翔对外负总责，朱江户、秦丰川负责宣传、组织，乔冠华负责刊物。
1936年3月16日驻德大使程天放向蒋介石电告黄琪翔、张炎等人的活动：“(...)均至柏林(...)昨在某(...)秘密开会，黄等演说，诋毁中央及钧座(...)渠等竭力拉拢留学生及侨胞，但到会甚少，因畏德警干涉，不敢十分活动。” 5月25日再电“(...)黄琪翔等最近在法京召集全欧华侨抗日救国大会 反动分子群集 揭国共合作一致抗日口号 用意则在推翻中央夺取政权(...)”。
1936年8月第十一届夏季奥林匹克运动会期间，旅德华侨抗日救国联合会对中国运动员进行了慰问，并在运动员回国前组织了欢送会，邀请了包括符保卢在内的中国运动员参加。:87
1936年9月初江隆基以旅德华侨抗日救国联合会代表及《救国时报》特约记者的身份参加了在比利时布鲁塞尔召开的“世界和平大会”。
1936年9月20日“全欧华侨抗日救国联合会”在法国巴黎成立。来自英、法、德、荷、瑞士等国家的450余名华侨代表及来宾参与了成立大会。出席大会的旅德华侨抗日救国联合会代表有黄琪翔夫妇、赵一肩夫妇、秦丰川夫妇、江隆基、朱江户、王深林等:83，秦丰川在会上做了发言。
1936年10月14日晚旅德华侨抗日救国联合会在柏林蒂尔加滕旅馆（Tiergartenhof）为方振武举行欢迎会，德国政治警察得知后，派人到会将黄琪翔、朱江户传去询问。与会人员以为他们被拘捕，就到大使馆请求交涉和释放。驻德大使程天放当时在大使馆二楼与驻捷克公使梁龙等人用餐，秦丰川、连瑞琦等人被推为代表上楼交涉。交涉期间黄琪翔、朱江户也已从警察局到达了大使馆，一行三十余人也上楼与程天放进行交涉，认为大使馆干涉他们的爱国行动，程天放对此表示否定，并称大使馆支持并保护单纯的爱国抗日行动。双方阐述立场之后，黄琪翔与程天放约第二日再单独谈。。:320-321 秦丰川在对此事的回忆中称此事发生在1937年春，为纪念“一·二八事变”“抗联会”在一酒馆开会，德国秘密警察到场将黄琪翔、朱江户带走。“抗联会”认为二人被带走的原因是由于大使馆向秘密警察告密，于是组织了七、八十人去大使馆示威要求放人。程天放起先避而不见，后迫于压力露面，并否认此事与大使馆有关。黄、朱二人出现在大使馆后此事得到收场，黄提议“改日再谈”:92-94。
1936年10月间，旅德华侨抗日救国联合会成员江隆基从柏林大学学习结束回国。同月黄琪翔经驻德大使馆接陈诚电报被邀请回国，11月黄离开柏林回国。:321
1936年11月旅德华侨抗日救国联合会成员在“中华民国留德学生会”会所公开进行悼念鲁迅活动。:90
1937年初旅德华侨抗日救国联合会公开筹备举行了“旅德华侨庆祝绥远抗战胜利大会”。会上对绥远抗战阵亡将士进行了默哀，秦丰川介绍了绥远抗战经过，并以“抗联会”的名义宣布了募捐情况。程天放也到场参加但未做发言。:92
1937年七七事变之后，旅德华侨抗日救国联合会开始刊发《抗战周报》支持抗战并抨击政府。:321
1937年8月28日在连瑞琦等的陪同下杨虎城从巴黎抵达柏林，大使馆人员及旅德华侨抗日救国联合会代表皆在火车站参与迎接。:188月29日晚，杨虎城在连瑞琦家中与“抗联会”会员开第一次座谈会；8月30日晚与“抗联会”会员开第二次座谈会；8月31午在温康兰处与连、温等聚餐，晚与“抗联会”会员开第三次座谈会。:18三次座谈会皆秘密举行，据与杨虎城同行的亢心栽回忆“通过几次座谈，对杨将军的政治认识，有所裨益，更加促使他早日回国。”9月5日下午杨虎城与“抗联会”成员至柏林西郊游谈至晚八时，9月6日在连瑞琦处与温康兰夫妇聚餐。9月7日大使馆人员与“抗联会”成员连瑞琦夫妇、温康兰夫妇、朱江户、乔冠华等皆在柏林火车站为杨虎城送行。:2010月29日“抗联会”成员连瑞琦、秦丰川与杨虎城及其他十余留欧学生一同回国。:33
1937年11月21日，在“中华民国留德学生会”为蒋百里、张彭春组织的欢迎会后，旅德华侨抗日救国联合会成员梁杰在“留德学生会”讨论“抗联会”存废问题时发言辩护，遭到在场的青田侨胞殴打。次日“抗联会”代表李述礼等七人至大使馆请求逞凶并寻求保护，程天放建议他们对此事进行原谅。后来“抗联会”未对此事立案。:321
1937年11月24日驻德大使馆发出布告，限“抗联会”停止发行《抗战周报》，并即日自动解散。:322

## 备注
1. ↑  此处可能是指“中国共产党旅德支部”。江隆基1931年到达德国后曾任“德国共产党中国语言组”负责人之一，然而旅德华侨抗日救国联合会与德国共产党并无关系。“中国共产党语言组”的存在无法查证，很可能是由“德国共产党中国语言组”这个名称产生的混淆概念。
2. ↑  由于当事人黄琪翔于1936年10月即收到陈诚的回国邀约，并最晚于1936年11月内离开德国，因此秦回忆的“1937年春”这个时间点很可能有误。